# قائمة كونتات بورغندي

شعار كونتية بورغندي الحرة حتى القرن 13.

شعار كونتية بورغندي الحرة بعد القرن 13.

هذه قائمة كونتات بورغندي، للمنطقة المعروفة بفرانش كونته ولا يجب الخلط بينها وبين دوقية بورغونيا، منذ 982 إلى 1678.

## أسرة إيفريا، (982–1190)
| الصورة | الأسم                  | الميلاد | الوفاة         | الحكم                                                                        | القرابة                                        |
| ------ | ---------------------- | ------- | -------------- | ---------------------------------------------------------------------------- | ---------------------------------------------- |
|        | أوتو ويليام            | 962     | 21 سبتمبر 1026 | 982 إلى 21 سبتمبر 1026                                                       |                                                |
|        | رينو الأول             | 986     | 3 سبتمبر 1057  | 21 سبتمبر 1026 إلى 3 سبتمبر 1057                                             | ابنه                                           |
|        | ويليام الأول الكبير    | 1020    | 12 نوفمبر 1087 | 3 سبتمبر 1057 to 12 نوفمبر 1087                                              | ابنه                                           |
|        | رينو الثاني            | 1061    | 1097           | 12 نوفمبر 1087 إلى 1097                                                      | ابنه                                           |
|        | ويليام الثاني الألماني | 1075    | 1 مارس 1127    | 1097 إلى يناير 1125                                                          | ابنه                                           |
|        | ويليام الثالث الطفل    | 1110    | 1 مارس 1127    | يناير 1125 إلى 1 مارس 1127                                                   | ابنه                                           |
|        | ستيفن الأول الراش      | 1065    | 27 مايو 1102   | 1097 إلى 27 مايو 1102                                                        | عمه الأكبر ابن ويليام الكبير                   |
|        | رينو الثالث            | 1093    | 22 يناير 1148  | 27 مايو 1102 إلى 22 يناير 1148                                               | ابنها                                          |
|        | بياتريس الأولى         | 1143    | 15 نوفمبر 1184 | 22 يناير 1148 إلى 15 نوفمبر 1184 تحت وصاية ويليام الثالث كونت ماكون حتى 1157 | ابنته                                          |
|        | فريدريك بربروسا        | 1122    | 10 يونيو 1190  | 9 يونيو 1156 إلى 10 يونيو 1190                                               | زوجها وحاكم مشترك؛ ثم الحاكم الوحيد بعد وفاتها |

## أسرة هوهنشتاوفن، (1190–1231)
| الصورة | الأسم           | الميلاد          | الوفاة        | الحكم                           | القرابة                |
| ------ | --------------- | ---------------- | ------------- | ------------------------------- | ---------------------- |
|        | أوتو الأول      | يونيو/يوليو 1170 | 13 يناير 1200 | 10 يونيو 1190 إلى 13 يناير 1200 | ابنهما                 |
|        | جوان الأولى     | 1191             | 1205          | 13 يناير 1200 إلى 1205          | ابنته                  |
|        | بياتريس الثانية | 1192             | 7 مايو 1231   | 1205 إلى 7 مايو 1231            | شقيقتها                |
|        | أوتو الثاني     | 1180             | 7 مايو 1234   | 21 يونيو 1208 إلى 7 مايو 1231   | زوجها وشاركها في الحكم |

## أسرة أندكس، (1231–1279)
| الصورة | الأسم       | الميلاد | الوفاة         | الحكم                            | القرابة                      |
| ------ | ----------- | ------- | -------------- | -------------------------------- | ---------------------------- |
|        | أوتو الثالث | 1226    | 19 يونيو 1248  | 7 مارس 1231 إلى 19 يونيو 1248    | ابنهما                       |
|        | أديلايد     | 1209    | 8 مارس 1279    | 19 يونيو 1248 إلى 8 مارس 1279    | شقيقته                       |
|        | هيو الأول   | 1220    | 12 نوفمبر 1266 | 19 يونيو 1248 إلى 12 نوفمبر 1266 | زوجها الأول وشاركها في الحكم |
|        | فيليب الأول | 1207    | 16 أغسطس 1285  | 11 يونيو 1267 إلى 8 مارس 1279    | زوجها الثاني وشارك في الحكم  |

## أسرة إيفريا، (1279–1330)
| الصورة | الأسم               | الميلاد       | الوفاة        | الحكم                        | القرابة                 |
| ------ | ------------------- | ------------- | ------------- | ---------------------------- | ----------------------- |
|        | أوتو الرابع         | 1248          | 26 مارس 1303  | 8 مارس 1279 إلى 26 مارس 1303 | ابن أديلايد و هيو الأول |
|        | روبرت               | 1300          | 1315          | 26 مارس 1303 إلى 1315        | ابنه                    |
|        | جوان الثانية        | 15 يناير 1292 | 21 يناير 1330 | 1315 إلى 21 يناير 1330       | شقيقته                  |
|        | فيليب الثاني الطويل | 1292          | 3 يناير 1322  | 1315 إلى 3 يناير 1322        | زوجها وشارك في الحكم    |

## أسرة كابيه، (1330–1347)
| الصورة | الأسم        | الميلاد     | الوفاة        | الحكم                           | القرابة                |
| ------ | ------------ | ----------- | ------------- | ------------------------------- | ---------------------- |
|        | جوان الثالثة | 2 مايو 1308 | 15 أغسطس 1347 | 21 يناير 1330 إلى 15 أغسطس 1347 | ابنتهما الكبرى         |
|        | أوتو الخامس  | 1295        | 3 أبريل 1350  | 21 يناير 1330 إلى 15 أغسطس 1347 | زوجها وشاركها في الحكم |

## أسرة بورغندي، (1347–1361)
| الصورة | الأسم                  | الميلاد | الوفاة         | الحكم                            | القرابة |
| ------ | ---------------------- | ------- | -------------- | -------------------------------- | ------- |
|        | فيليب الثالث من روفيرس | 1346    | 21 نوفمبر 1361 | 15 أغسطس 1347 إلى 21 نوفمبر 1361 | حفيدهما |

## أسرة كابيه، (1361–1382)
| الصورة | الأسم          | الميلاد | الوفاة      | الحكم                         | القرابة                          |
| ------ | -------------- | ------- | ----------- | ----------------------------- | -------------------------------- |
|        | مارغريت الأولى | 1310    | 9 مايو 1382 | 1 نوفمبر 1361 إلى 9 مايو 1382 | عمته الكبرى، وشقيقة جوان الثالثة |

## أسرة دامبيير، (1382–1404)
| الصورة | الأسم               | الميلاد        | الوفاة          | الحكم                             | القرابة                       |
| ------ | ------------------- | -------------- | --------------- | --------------------------------- | ----------------------------- |
|        | لويس الأول          | 25 أكتوبر 1330 | 30 يناير 1384   | 9 مايو 1382 إلى 30 يناير 1384     | ابنها                         |
|        | مارغريت الثانية     | 13 أبريل 1350  | 16/21 مارس 1405 | 30 يناير 1384 إلى 16/21 مارس 1405 | ابنته                         |
|        | فيليب الرابع الجريء | 15 يناير 1342  | 27 أبريل 1404   | 30 يناير 1384 إلى 27 أبريل 1404   | زوجها الثاني وشاركها في الحكم |

## عائلة فالوا- بورغندي، (1405–1482)
| الصورة | الاسم              | الميلاد        | الوفاة         | الحكم                              | القرابة                |
| ------ | ------------------ | -------------- | -------------- | ---------------------------------- | ---------------------- |
|        | جان الأول الجسور   | 28 مايو 1371   | 10 سبتمبر 1419 | 16/21 مارس 1405 إلى 10 سبتمبر 1419 | ابنهما                 |
|        | فيليب الخامس الطيب | 31 يوليو 1396  | 15 يونيو 1467  | 10 سبتمبر 1419 إلى 15 يونيو 1467   | ابنه                   |
|        | شارل الأول الجريء  | 10 نوفمبر 1433 | 5 يناير 1477   | 15 يونيو 1467 إلى 5 يناير 1477     | ابنه                   |
|        | ماري الثرية        | 13 فبراير 1457 | 27 مارس 1482   | 5 يناير 1477 إلى 27 مارس 1482      | ابنته                  |
|        | ماكسيمليان الأول   | 22 مارس 1459   | 12 يناير 1519  | 5 يناير 1477 إلى 27 مارس 1482      | زوجها وشاركها في الحكم |

## عائلةهابسبورغ، (1482–1678)
| الصورة | الاسم                  | الميلاد        | الوفاة               | الحكم                             | القرابة   |
| ------ | ---------------------- | -------------- | -------------------- | --------------------------------- | --------- |
|        | فيليب السادس الوسيم    | 22 يوليو 1478  | 25 سبتمبر 1506       | 27 مارس 1482 إلى 25 سبتمبر 1506   | ابنهما    |
|        | شارل الثاني            | 24 فبراير 1500 | 21 سبتمبر 1558       | 25 سبتمبر 1506 إلى 16 يناير 1556  | ابنه      |
|        | فيليب السابع           | 21 مايو 1527   | 13 سبتمبر 1598       | 16 يناير 1556 إلى 13 سبتمبر 1598  | ابنه      |
|        | إيزابيلا كلارا يوجينيا | 12 أغسطس 1566  | 1 ديسمبر 1633        | 6 مايو 1598 إلى 13 يوليو 1621     | ابنته     |
| ألبرت  | 15 نوفمبر 1559         | 13 يوليو 1621  | زوجها وشارك في الحكم | 6 مايو 1598 إلى 13 يوليو 1621     |           |
|        | فيليب الثامن           | 8 أبريل 1605   | 17 سبتمبر 1665       | 31 يوليو 1621 إلى 17 سبتمبر 1665  | ابن أخوها |
|        | شارل الثالث            | 6 نوفمبر 1661  | 1 نوفمبر 1700        | 17 سبتمبر 1665 إلى 19 سبتمبر 1678 | ابنه      |

عام 1678 تم إلحاق كونتية بورغندي إلى فرنسا كجزء من معاهدة نايميخن.